# Щавница (гмина)
Щавница (пол. Szczawnica) — городско-сельская гмина (волость) в Польше, входит как административная единица в Новотаргский повет, Малопольское воеводство.

## Население
По данным на 31 декабря 2010 года, в гмине проживал 7 351 человек.

## География
По данным на 1 января 2011 года площадь коммуны составляла 87,90 км².